# Kelvin Powrie Conservation Park
Kelvin Powrie Conservation Park är en park i Australien. Den ligger i delstaten South Australia, omkring 200 kilometer sydost om delstatshuvudstaden Adelaide.
Trakten runt Kelvin Powrie Conservation Park är nära nog obefolkad, med mindre än två invånare per kvadratkilometer.. Närmaste större samhälle är Keith, nära Kelvin Powrie Conservation Park.
Trakten runt Kelvin Powrie Conservation Park består till största delen av jordbruksmark. Genomsnittlig årsnederbörd är 582 millimeter. Den regnigaste månaden är juli, med i genomsnitt 101 mm nederbörd, och den torraste är december, med 9 mm nederbörd.